# Piet Vroon
Pieter Adrianus (Piet) Vroon (Gorinchem, 9 juli 1939 – Culemborg, 13 januari 1998) was een Nederlands psycholoog, hoogleraar en auteur.

## Biografie

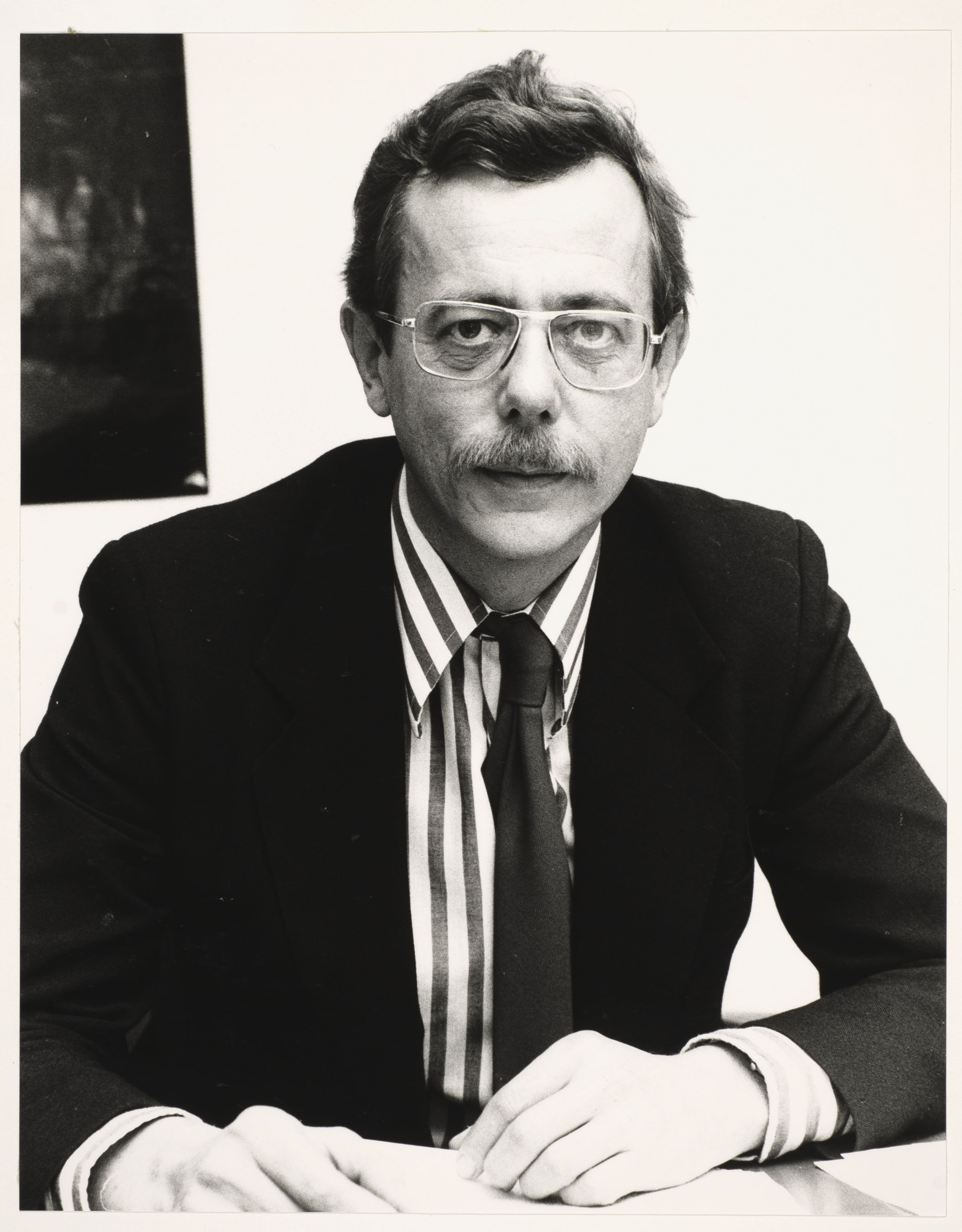
Piet Vroon

Vroon werd geboren te Gorinchem als zoon van een molenaar. Na zijn dienstplicht te hebben vervuld, en enkele jaren als assistent-accountant te hebben gewerkt, begon hij in 1963
op 24-jarige leeftijd met de studies psychologie en filosofie aan de Rijksuniversiteit Utrecht. Na drie jaar behaalde hij aldaar het doctoraalexamen. Daarna trad hij in dienst bij het Psychologisch Laboratorium in Utrecht als wetenschappelijk medewerker. Van 1967 tot 1976 fungeerde hij tevens als ergonomisch adviseur, onder andere voor Shell. Hij promoveerde op 14 april 1972 cum laude op het proefschrift Enkele psychofysische en cognitieve aspecten van de tijdzin. Promotor was Prof. Carel Frederik van Parreren. Vroon trouwde op 15 juni 1973 met Margaretha Aletta Johanna van Vliet, eveneens psychologe. Uit dit huwelijk, dat op 27 oktober 1987 door echtscheiding werd ontbonden, werden een zoon en een dochter geboren.
Mede door de toenmalige turbulente periode van reorganisaties en politisering aan de Utrechtse faculteit, vertrok Vroon in 1976 naar de Rijksuniversiteit Leiden, waar hij datzelfde jaar werd benoemd tot lector algemene psychologie. In 1983 keerde hij terug naar Utrecht waar een aanstelling volgde als hoogleraar in de theoretische psychologie, geschiedenis van de psychologie en wijsbegeerte van de psychologie aan de faculteit Sociale Wetenschappen en de faculteit Wijsbegeerte aan de Rijksuniversiteit Utrecht. In 1987 werd deze leeropdracht veranderd in Functieleer en Theoretische Psychologie in de vakgroep Psychonomie.
De laatste fase van zijn leven was niet zonder controverses, en werd getekend door enkele opzienbarende publieke optredens. In 1993 probeerde Vroon samen met André Klukhuhn zijn doctorsbul weer in te leveren uit protest tegen het eredoctoraat dat door de Universiteit Nyenrode verleend werd aan Albert Heijn. Het inleveren van een bul bleek echter onmogelijk. Toen hij op 25 oktober 1997 te gast was in het televisieprogramma Spijkers van Jack Spijkerman (de voorloper van het latere Kopspijkers), viel hij woedend uit tegen medegast Emile Ratelband. Hij was van mening dat fobische patiënten niet genezen werden door de sessies van Ratelband. Ook worstelde Vroon met psychische problemen. In Neerijnen had hij lange gesprekken over zingeving en troost met Jozef van den Berg. Op 14 januari 1998 werd Vroon dood in zijn huis in Culemborg gevonden. Zijn overlijden was het gevolg van een overdosis aan pillen en alcohol. Hij liet twee kinderen achter.

## Publicaties

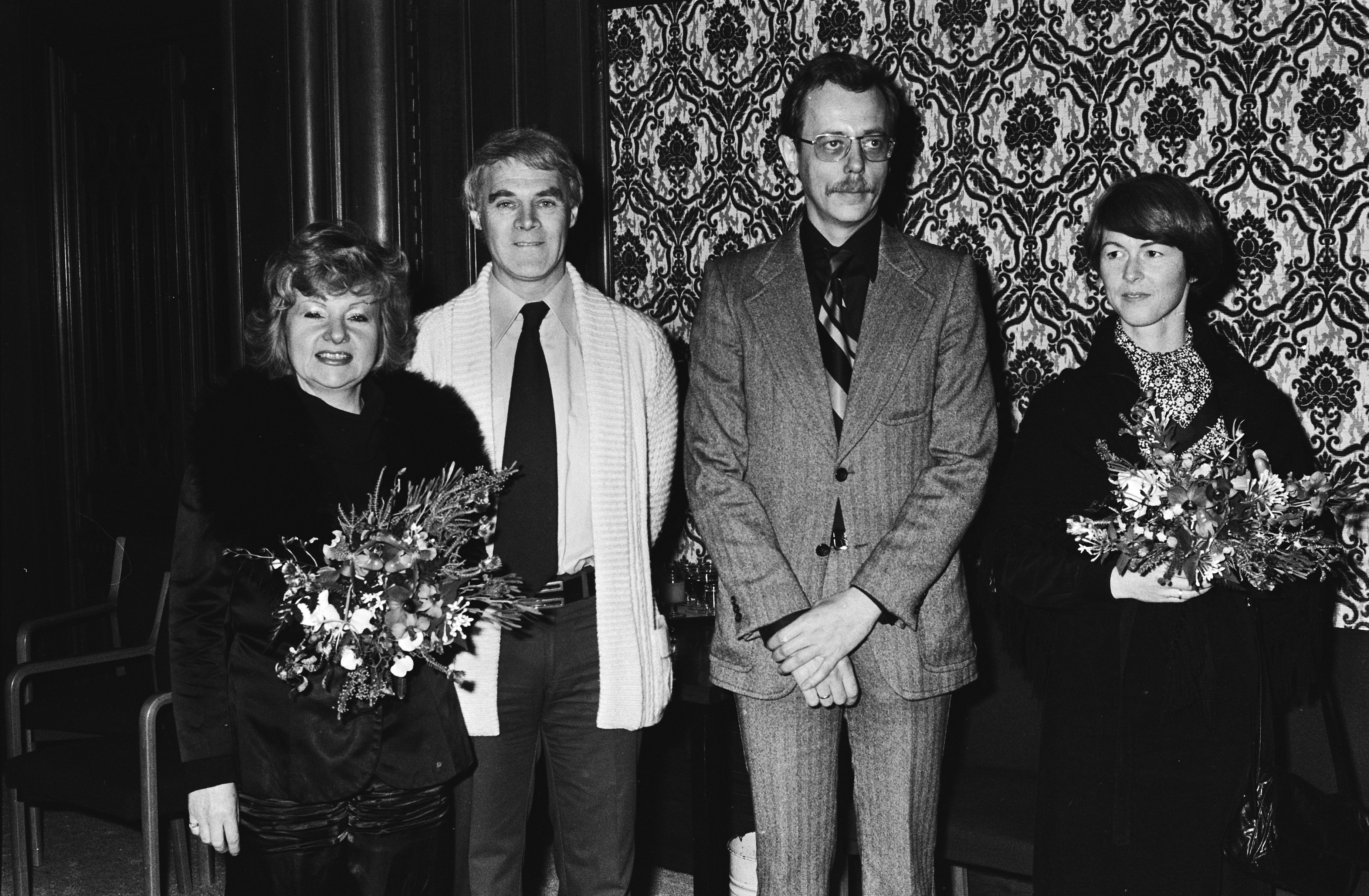
Aart Gisolf en Piet Vroon krijgen de Glaxo-wetenschapsprijs (1977)

Vroon verwierf vooral bekendheid door zijn vlot geschreven, polemische en voor een breed publiek toegankelijke boeken. Veelal waren de psychologie en het Universitaire onderwijs daarbij het doelwit. Ook zijn columns in de Volkskrant, waarvan de gebundelde versies in grote oplagen werden gedrukt, droegen bij tot zijn populariteit. Vroon was een echte generalist die voortdurend op zoek was naar grotere verbanden, waarbij hij ook controversiële theorieën niet schuwde. 
Hij publiceerde in de jaren zeventig onder andere Bewustzijn, hersenen en gedrag (een bewerking van zijn colleges) en Weg met de psychologie. Terugblik, kritiek en uitzicht op de zielkunde, Allemaal psychisch en Prutswerk. Hierin lanceerde hij zijn originele ideeën waarbij zijn kritiek op de wetenschap soms hard en bijtend was. Het teloorgaan van behoorlijk universitair onderwijs ging hem aan het hart; de Nederlandse universiteiten werden door hem smalend bestempeld tot ZULO, een afkorting die stond voor "Zeer Uitgebreid Lager Onderwijs", naar de vroegere Mulo. In 1989 verschijnt zijn populaire boek Tranen van de krokodil. In 1992 kreeg Vroon de publieksprijs van het Nederlands Instituut van Psychologen. In 1993 verschijnt Wolfsklem. Hierin verwerkte Vroon allerlei theorieën en feiten uit de evolutionaire psychologie. Hij greep hierin vooral terug op werk van de Amerikaanse neurofysioloog Paul MacLean uit de jaren vijftig van de 20e eeuw. Ook deze werken werden in de pers positief onthaald, op een kritische recensie van Felix Eijgenraam in NRC Handelsblad (12-12-1992) na. Deze beweerde dat Vroon hierin losse en veelal onjuiste beweringen suggestief op elkaar stapelde.

## Citaat
"Ik vind dat een mens onder ogen moet zien, hoe oud hij ook is en hoeveel hij ook gestudeerd heeft, dat hij eigenlijk van de hele bliksemse bende niets begrijpt. Ik denk dat dit uiteindelijk een soort boodschap is die ik wil overbrengen." (Bron: Hoge Bomen, uitzending over Piet Vroon.)